# Tragium incanum
Tragium incanum är en flockblommig växtart som beskrevs av Jacques Denys Denis Choisy och Dc. Tragium incanum ingår i släktet Tragium och familjen flockblommiga växter. Inga underarter finns listade i Catalogue of Life.